# Werner Burgers
Werner Burgers (* 15. Mai 1934; † 24. August 2004) war ein deutscher Fußballschiedsrichter.

## Schiedsrichterkarriere
Burgers, im Hauptberuf Schriftsetzermeister, war Schiedsrichter für den Verein VfL Sportfreunde 07 Essen. Er war über 50 Jahre aktiv und leitete in den Jahren von 1970 bis 1980 insgesamt 41 Bundesligapartien.
Für Aufsehen sorgte er dabei am ersten Bundesliga-Spieltag der Saison 1977/78 in der Begegnung 1. FC Kaiserslautern gegen Eintracht Braunschweig auf dem Betzenberg. Nach einem Vorfall zwischen dem Braunschweiger Franz Merkhoffer und Kaiserslauterns Josef Pirrung entschied er auf Strafstoß für Kaiserslautern, was zu heftigen Protesten der Eintracht-Spieler führte. Im Tumult streckte Burgers den Braunschweiger Libero, Reiner Hollmann, mit einem Ellenbogenschlag gegen den Hals nieder. Hollmann wurde bewusstlos und musste liegend ins Krankenhaus verbracht werden, wo eine Gehirnerschütterung festgestellt wurde. Burgers berief sich auf einen Schutzreflex und bestritt, den Schlag absichtlich ausgeführt zu haben.
Reinhard Meier verwandelte den Elfer und die „roten Teufel“ gewannen am Ende mit 2:1. Braunschweig legte Protest ein und forderte eine Neuansetzung, was der DFB aber ablehnte. Der von Real Madrid zu Braunschweig gewechselte Weltstar Paul Breitner meinte, „Ich wusste nicht, dass in Deutschland die Schiedsrichter Spieler k.o. schlagen dürfen.“ Dafür wurde er vom DFB mit einer Strafe von 5000 Mark bedacht.
Auch in einer weiteren Partie, wieder unter Beteiligung der Braunschweiger Eintracht, fiel Burgers mit einer umstrittenen Entscheidung auf. In der Saison 1979/80 im Spiel beim VfB Stuttgart ließ er die Stuttgarter nach einem Foul den Freistoß ausführen, noch während er den Spieler der Eintracht verwarnte und erkannte das daraus resultierende Tor mit den Worten an: „Jawohl, das ist die Strafe dafür.“

## Ehrenämter
Von 1970 bis 1986 gehörte Burgers im Kreis 12 des Fußballverbandes Niederrhein (FVN) dem Kreisjugend-Ausschuss an, wurde anschließend zum Vorsitzenden der Kreisjugendspruchkammer gewählt und übte dieses Amt bis zu seinem Tod aus. Bis zum Jahr 2001 war er Vorsitzender des Freizeit- und Breitensport-Ausschuss des Kreises. Darüber hinaus war Burgers in der Bezirksspruchkammer des FVN und von 1971 bis 1981 für die Sportjugend Essen und den Stadtsportbund tätig.

## Auszeichnungen
- Bundesverdienstkreuz am Bande (13. August 1993)[7]
- DFB-Verdienstnadel
- Sportplakette der Stadt Essen
- Silberne und goldene Ehrennadel des  Fußballverbandes Niederrhein[8]